# Dammtjärnen (Norra Ny socken, Värmland, 669187-136273)
Dammtjärnen är en sjö i Torsby kommun i Värmland och ingår i Göta älvs huvudavrinningsområde.